# Formby Point
Formby Point är en udde i Storbritannien.   Den ligger i distriktet Sefton i Merseyside i riksdelen England, i den centrala delen av landet, 300 km nordväst om huvudstaden London.
Terrängen inåt land är mycket platt. Havet är nära Formby Point västerut. Runt Formby Point är det mycket tätbefolkat, med 1 361 invånare per kvadratkilometer. Närmaste större samhälle är Liverpool, 19,1 km söder om Formby Point. Trakten runt Formby Point består i huvudsak av gräsmarker.